# Botswana Premier League
Botswana Premier League är den högsta  fotbollsligan i Botswana. Den startades 1966, i den första upplagan av ligan 1966 deltog Tlokweng Pirates, Notwane, Black Peril, Queens Park Rangers och ett lag från Ngwaketse distriktet. 
Ligan har sedan starten dominerats av lag från den södra delen av landet. Säsongen 2006/2007 lyckades dock Ecco City bli det första laget från norra Botswana i ligan. Ligan sponsras av mobiloperatören Be Mobile, vilket gett ligan namnet BTC Premiership. 

## Deltagande lag 2019-2020
| Klubb                         | Stad        |
| ----------------------------- | ----------- |
| Botswana Defence Force XI FC  | Gaborone    |
| Botswana Railways Highlanders | Mahalapye   |
| Extension Gunners             | Lobatse     |
| Gaborone United SC            | Gaborone    |
| Gilport Lions FC              | Lobatse     |
| Jwaneng Galaxy FC             | Jwaneng     |
| Miscellaneous SC Serowe       | Serowe      |
| Morupule Wanderers FC         | Palapye     |
| Notwane FC                    | Gaborone    |
| Orapa United FC               | Orapa       |
| Police XI SC                  | Otse        |
| Prisons XI                    | Gaborone    |
| Security Systems FC           | Otse        |
| Sharps Shooting Stars FC      | Gaborone    |
| TAFIC FC                      | Francistown |
| Township Rollers              | Gaborone    |